# داريو إسبينولا (لاعب كرة قدم)
داريو إسبينولا (بالإسبانية: Darío Espínola) هو مدرب كرة قدم ولاعب كرة قدم باراغواياني في مركز حراسة المرمى، ولد في 14 سبتمبر 1967 في باراغواي. شارك مع منتخب باراغواي لكرة القدم. أما مع النوادي، فقد لعب مع إيفرتون دي فينا ديل مار وريفر بليت وسبورتيفو لوكوينو وسيرو بورتينيو ونادي غواراني.

## وصلات خارجية
- داريو إسبينولا (لاعب كرة قدم) على موقع قاعدة بيانات كرة القدم.إي يو (الإنجليزية)
- داريو إسبينولا (لاعب كرة قدم) على موقع ناشيونال فوتبول تيمز (الإنجليزية)